# Masai Mara

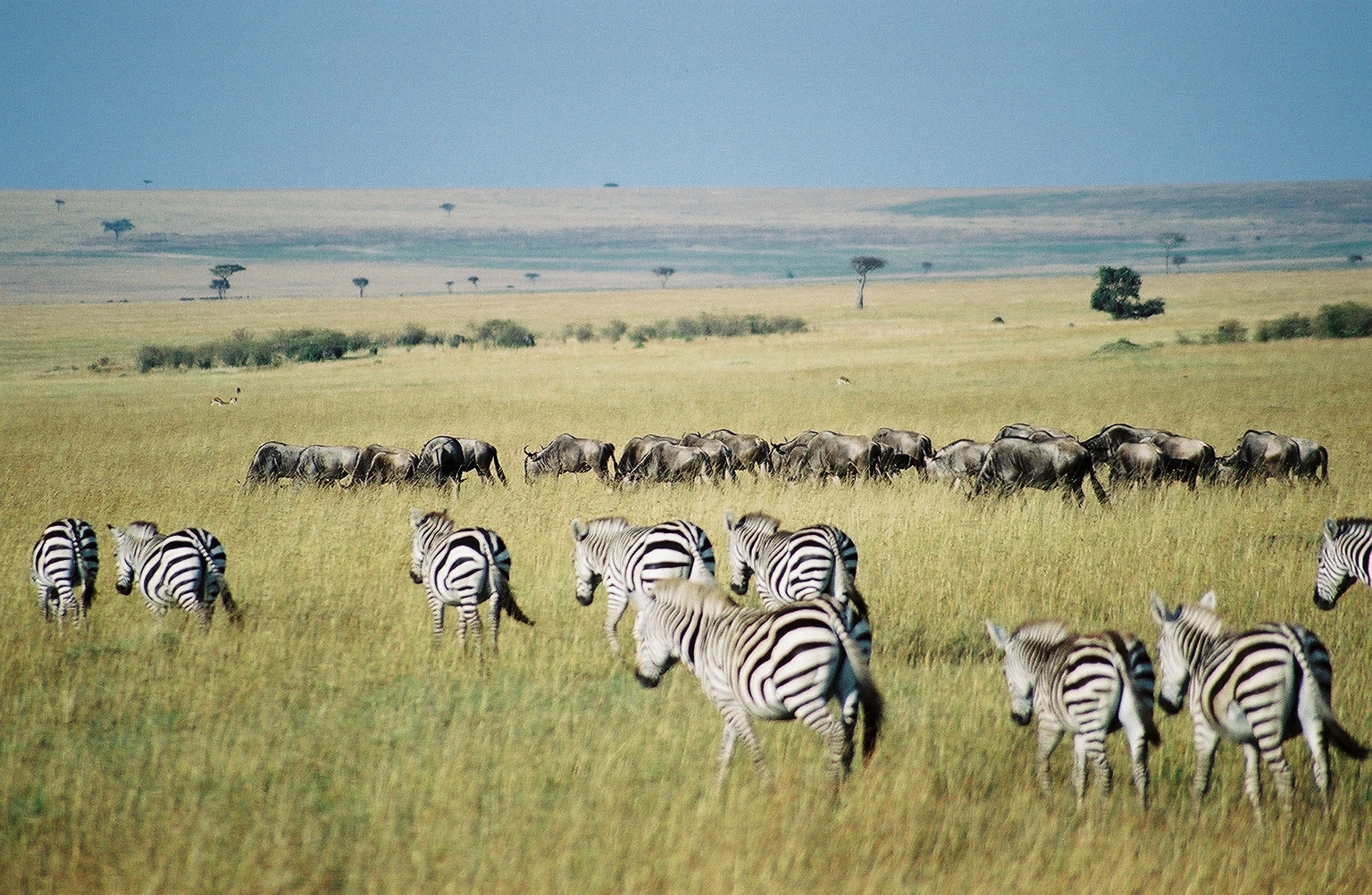
Zebras und Gnus auf Wanderschaft im Masai Mara

Die Masai Mara (auch Maasai Mara) ist ein Naturschutzgebiet in Kenia. Sie ist Teil der Serengeti und schließt sich nördlich direkt an den Serengeti-Nationalpark (Tansania) an und hat eine Fläche von ungefähr 1510 Quadratkilometern. Das Gebiet liegt auf einer Höhe von 1500 bis 1650 Meter über dem Meeresspiegel, im Südosten desselben liegen zwei Berge von 2200 Metern Höhe. Der Jahresniederschlag, der sich auf zwei Regenzeiten verteilt, beträgt im Osten 800 und im Westen 1200 Millimeter.

## Herkunft des Namens
Der Name Masai Mara besteht zum einen aus der Bezeichnung des in diesem Gebiet lebenden Volksstammes der Massai. Der zweite Namensteil „Mara“ (aus der Sprache Maa) bedeutet „gepunktet“ oder „gefleckt“. Diese Bezeichnung stellt eine Referenz auf das Erscheinungsbild der Landschaft dar: von oben betrachtet erscheinen die vielen, einzeln stehenden Bäume in der Savanne wie einzelne Punkte.

## Vegetation
Die Vegetation wird hauptsächlich durch grasreiche Dornstrauchsavanne gebildet. Daneben besteht Busch- und Baumsavanne mit Galeriewald entlang des Maraflusses. Es gibt auch Inselberge.

## Tierwelt
Masai Mara ist Kenias tierreichstes Reservat, sowohl in Bezug auf die Anzahl der Arten als auch auf die der Einzeltiere. Obwohl es kein typisches Elefantengebiet ist, gibt es gute Bestände derselben. 1973 ging man von 720 Tieren aus, 1977 wurden 703 Exemplare gezählt und in den Jahren 1982 und 1987 waren es 1100 Elefanten. Sie wandern in beiden Richtungen über die Staatsgrenze. Da Kenias Regierung ihren Schauwert für den Tourismus erkannt hat, sind die Bemühungen zur Erhaltung der Elefanten bemerkenswert groß. Von September bis November ziehen Herden aus der Serengeti durch Masai Mara. Die Gnus, Zebras, Thomson-Gazellen und Elenantilopen der Gegend sind für ihre ausgedehnten Wanderungen bekannt, die sie in Abhängigkeit von der Trocken- und Regenzeit unternehmen. Sie durchwandern seit dem Pleistozän im Laufe eines Jahres die komplette Serengeti von Norden nach Süden ins angrenzende Masai Mara und zurück.

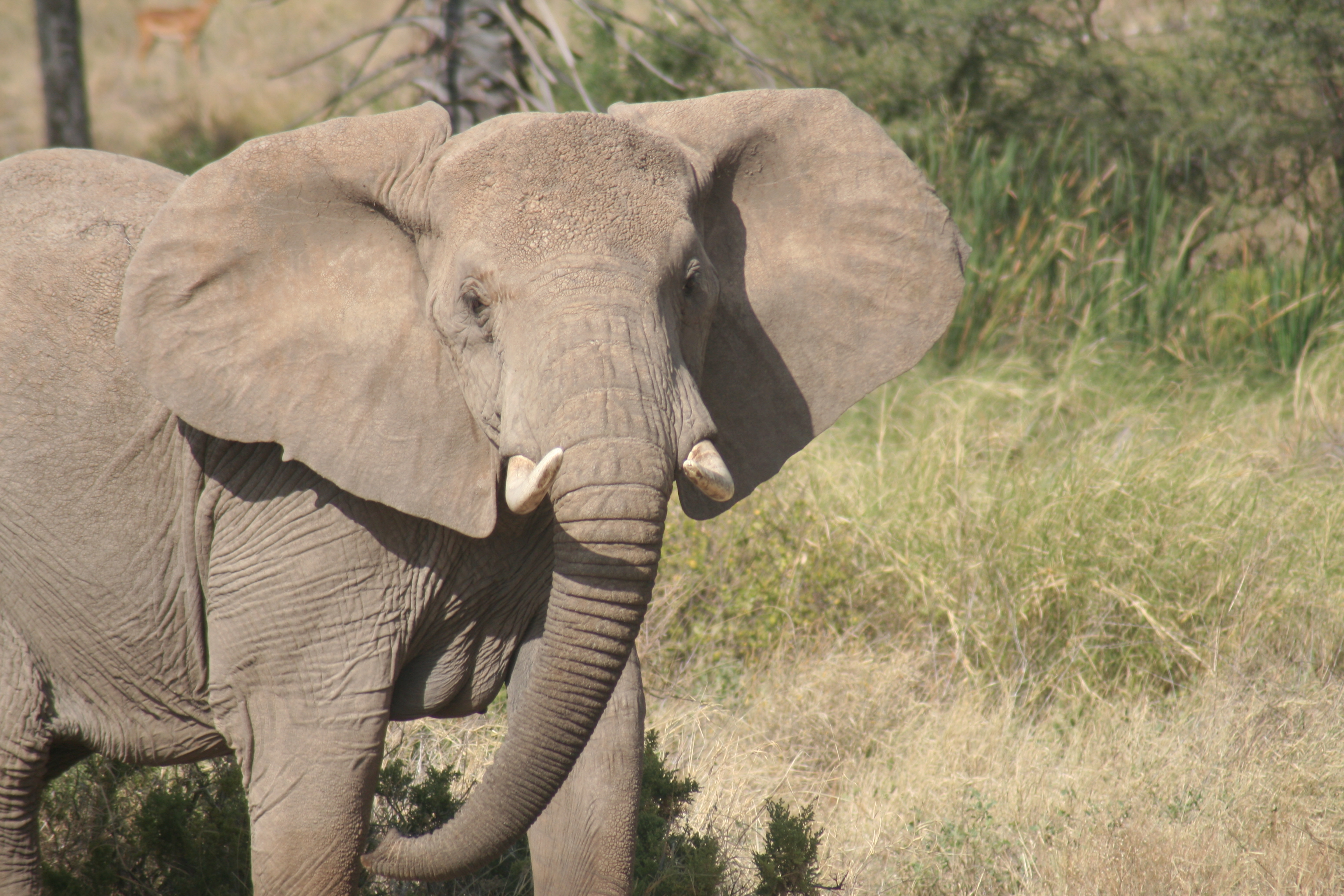
Steppenelefant
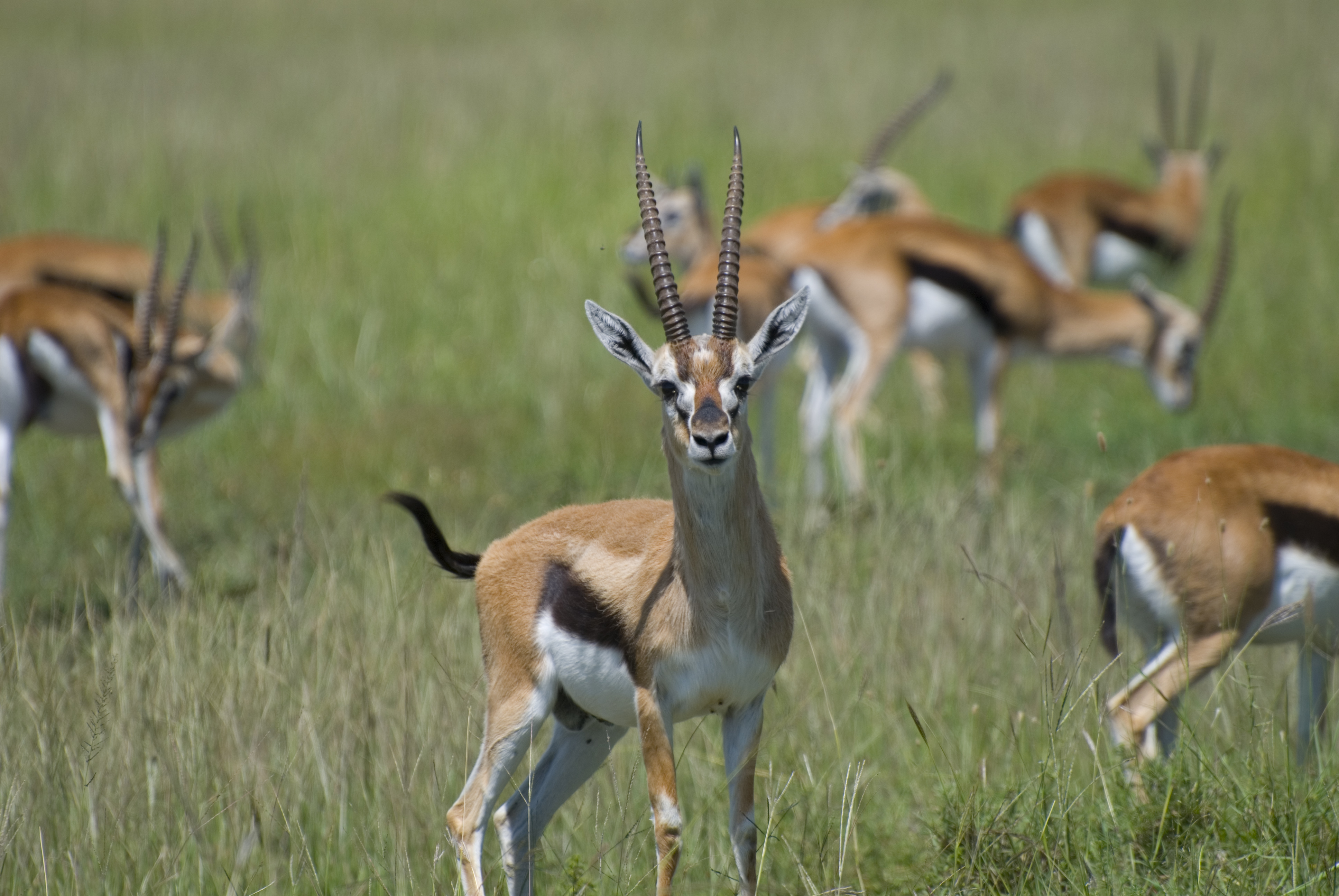
Thomsongazellen
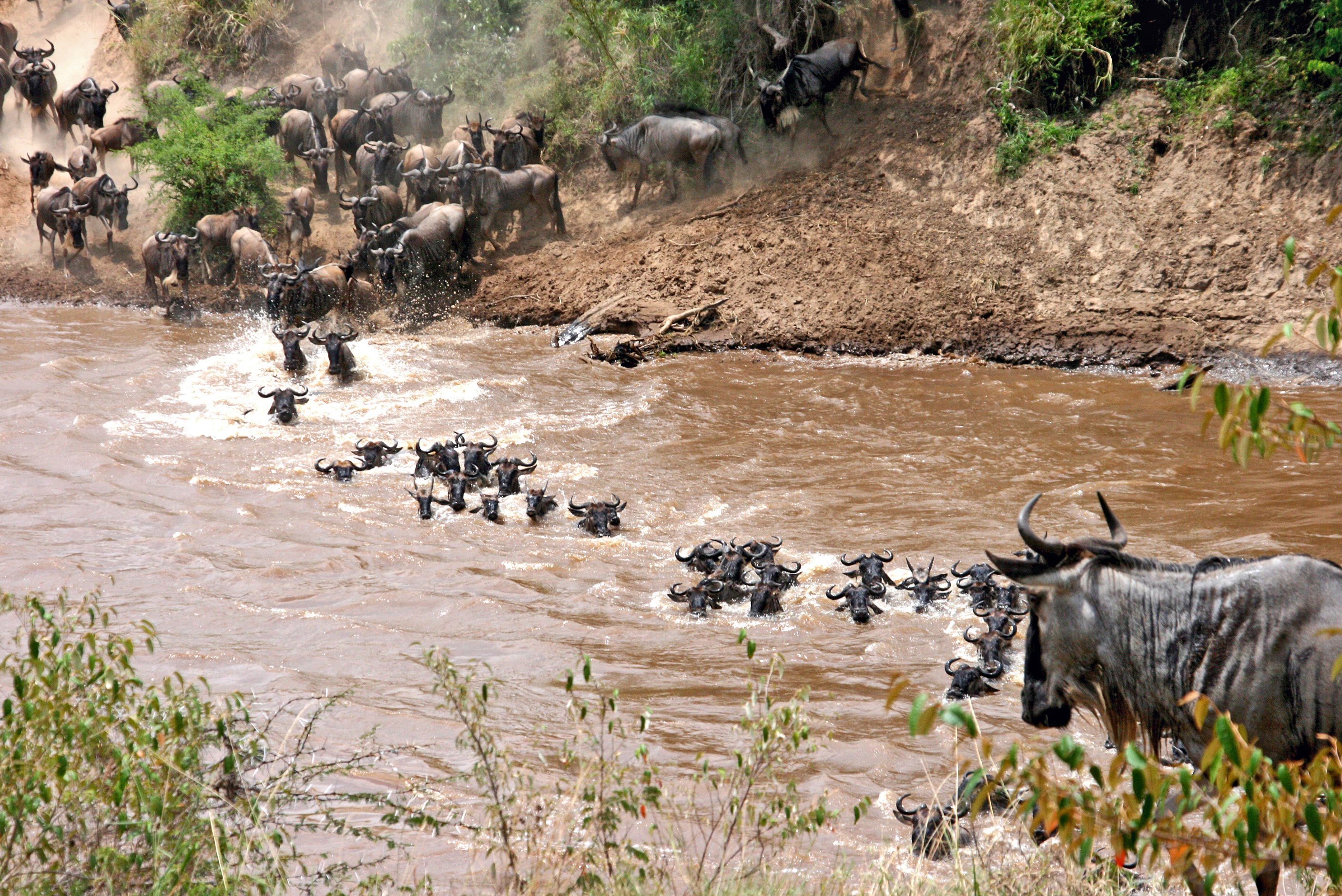
Streifengnus durchqueren einen Fluss
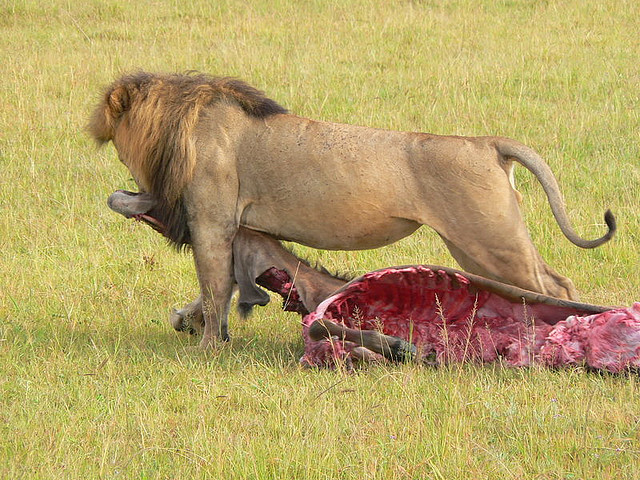
Löwenmännchen mit Beute
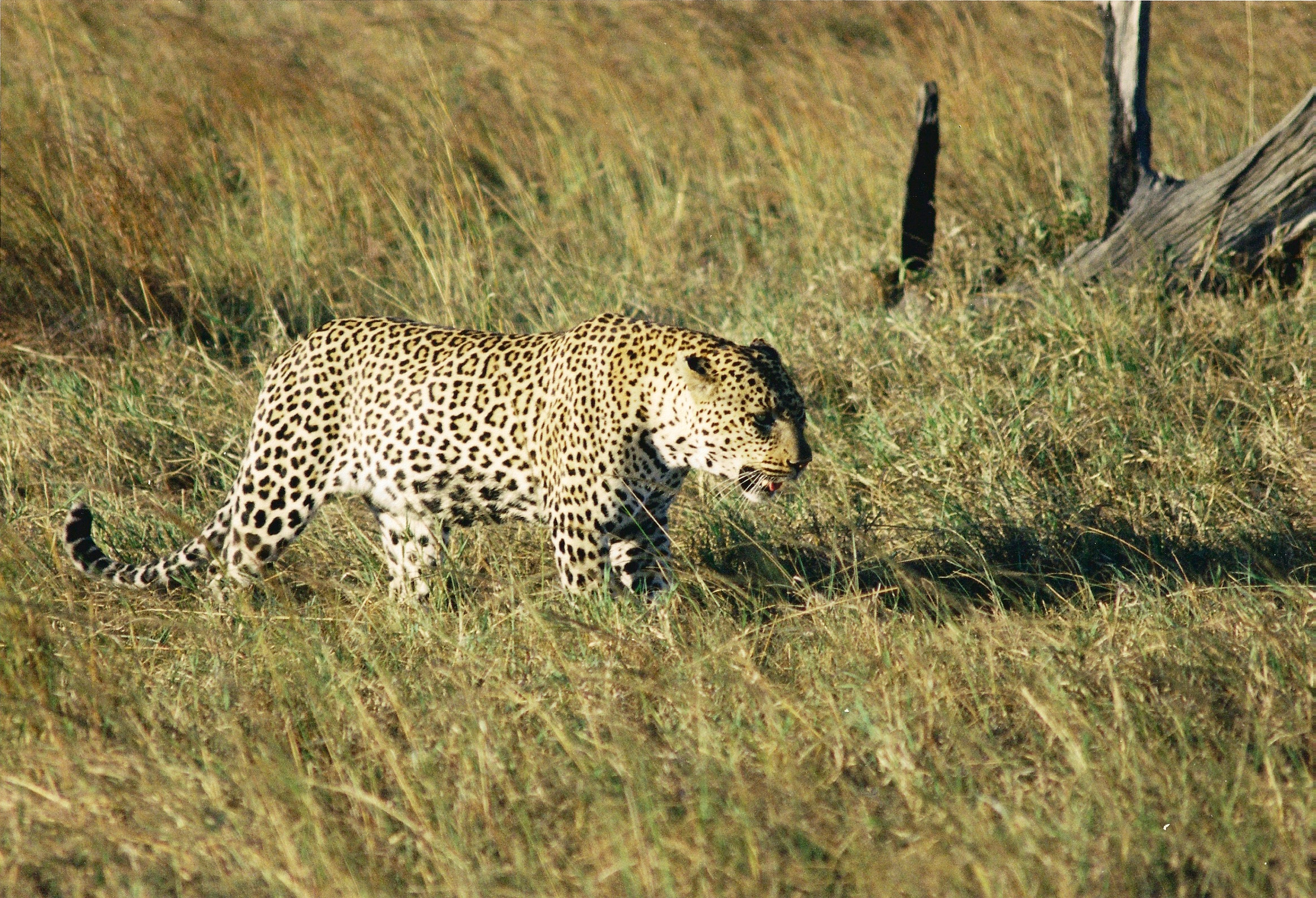
Leopard in der Masai Mara
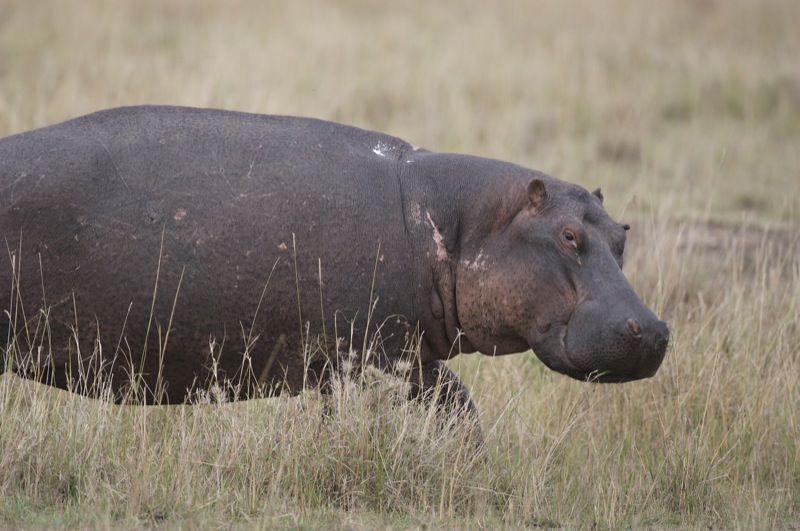
Flusspferd
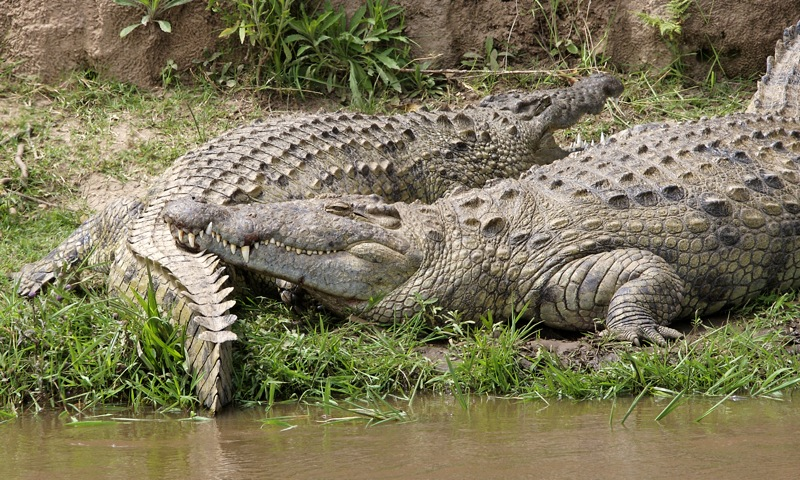
Nilkrokodile
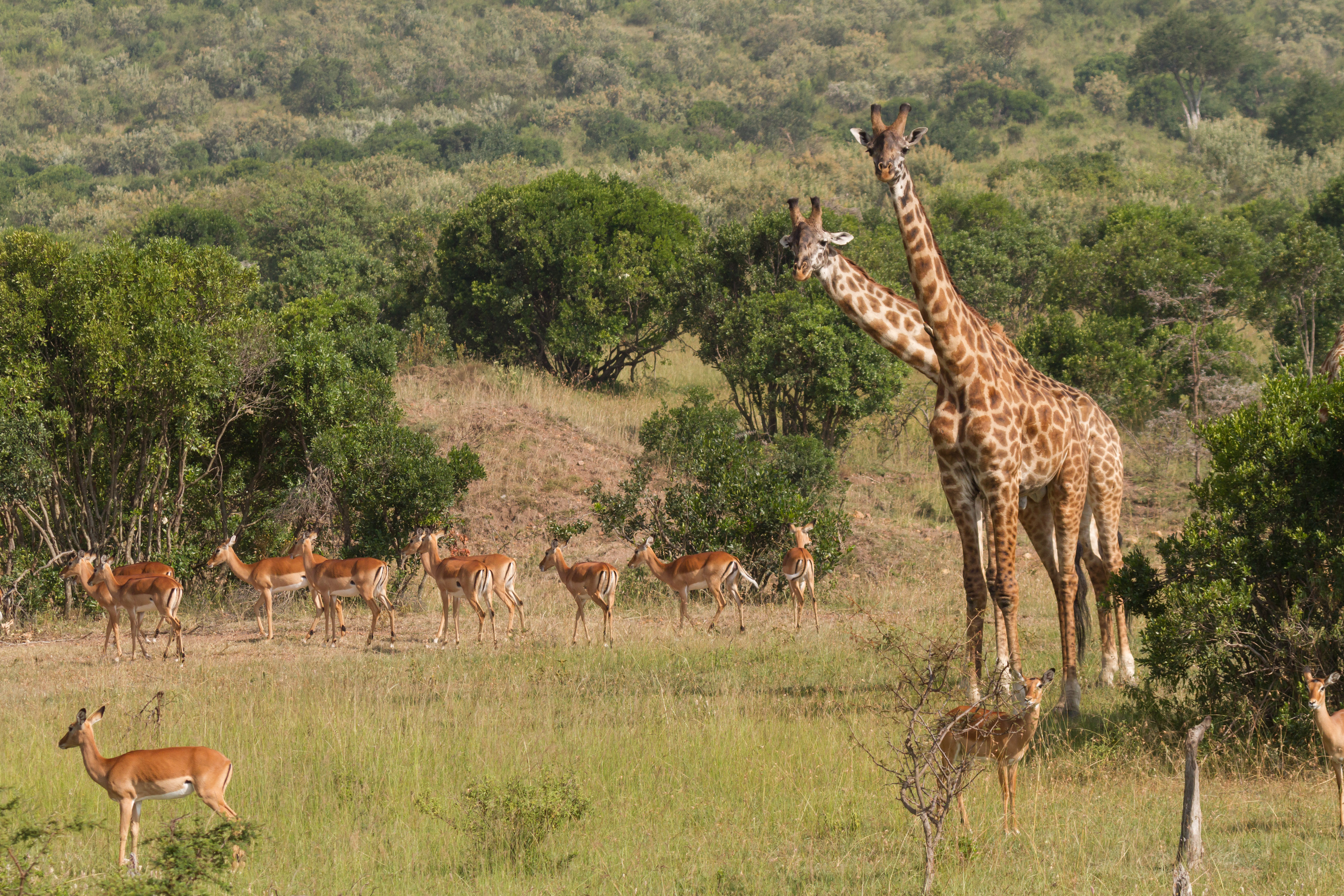
Massaigiraffen und Impalas
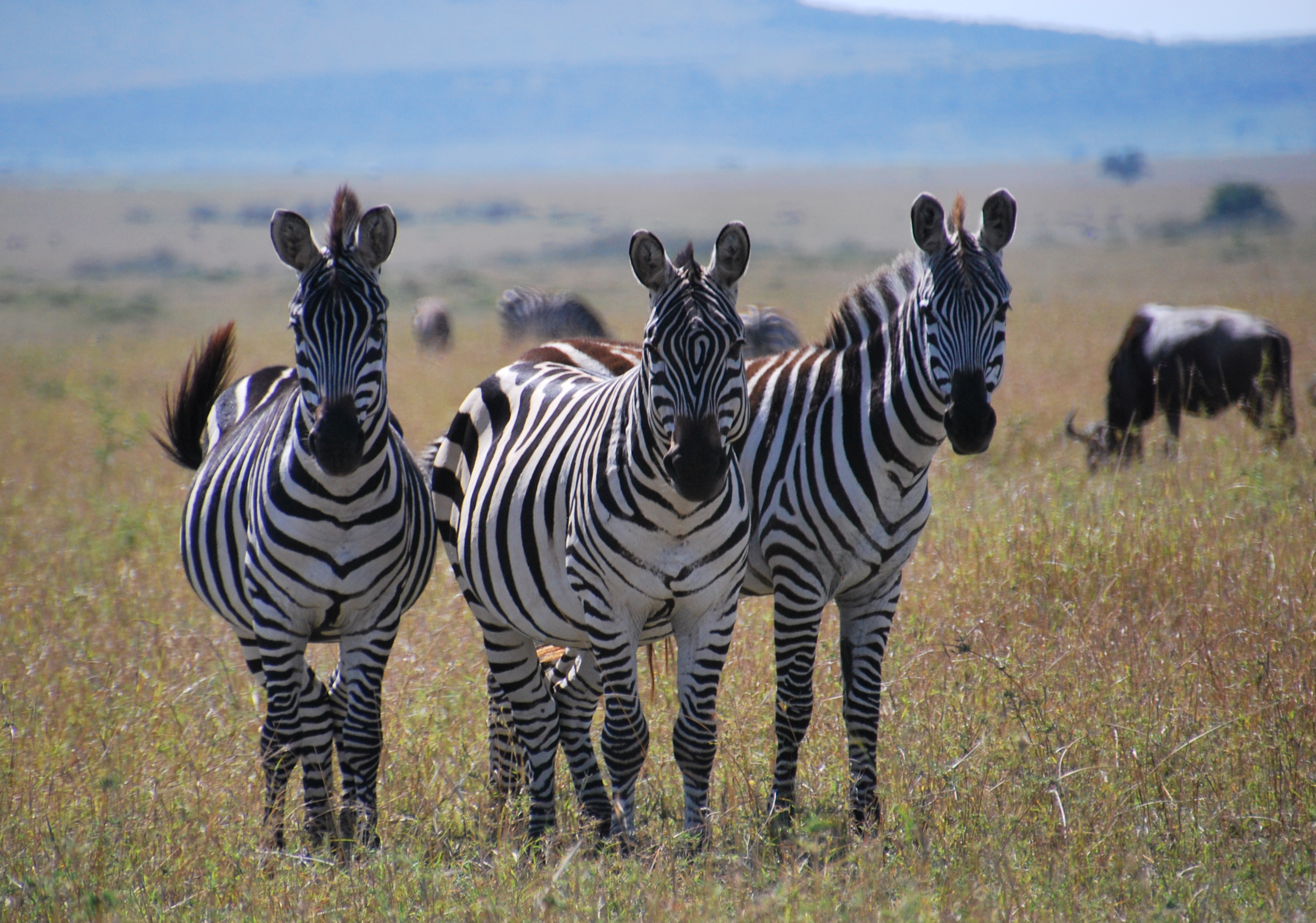
Steppenzebras
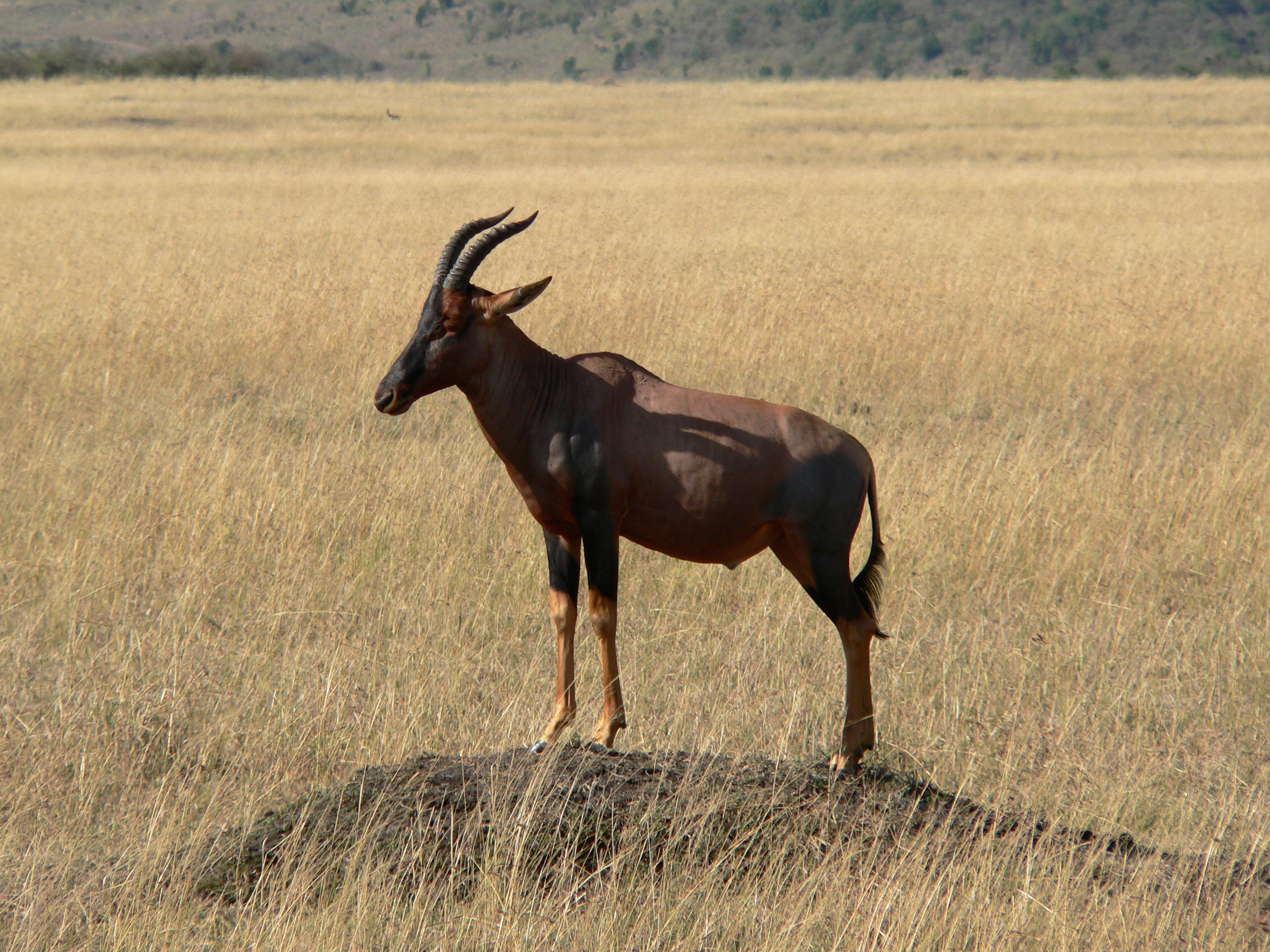
Topi-Leierantilope
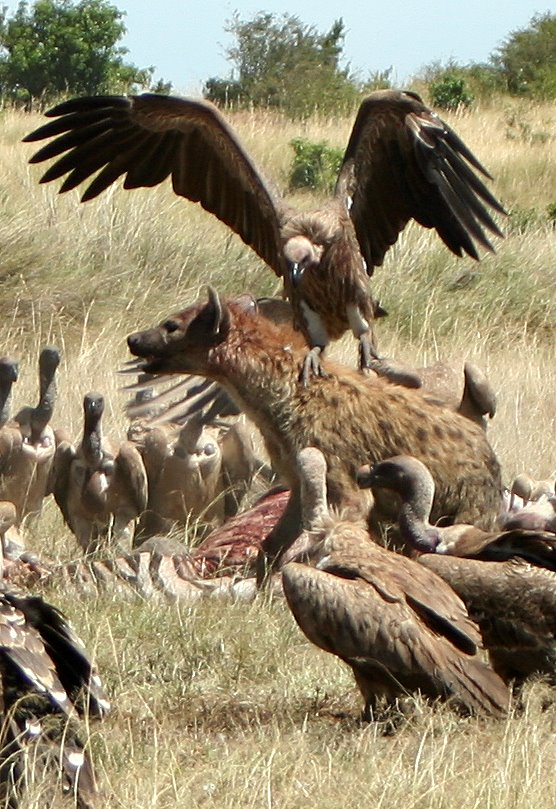
Hyäne im Streit mit Geiern

## Bedrohung der Masai Mara
Nach den Unruhen nach den Präsidentschaftswahlen im Dezember 2007 begaben sich aus Angst vor Übergriffen stetig weniger Touristen in das Naturschutzgebiet. Durch die dadurch entstehenden finanziellen Einbußen konnten die für den Tierschutz verantwortlichen Ranger kaum mehr bezahlt werden, wodurch Wilderei stark zunahm. Dem Auslandsjournal des ZDF vom 28. Mai 2008 zufolge konnten bereits weniger als 50 Prozent des Naturschutzgebietes nur noch tagsüber überwacht werden. Die Tierschutzorganisation „Wildlife Direct“ bezeichnete die Auswirkungen als „katastrophal“.